# Puynormand
Puynormand est une commune française située dans le département de la Gironde en région Nouvelle-Aquitaine.

## Géographie

### Localisation
Dans la partie nord de la commune, à 100 m de la limite avec la commune de Saint-Seurin-sur-l'Isle, se situe le point d'intersection entre le méridien de Greenwich et le 45e parallèle nord (longitude 0°, latitude 45°N), à égale distance du pôle Nord et de l'équateur,.

### Communes limitrophes
Puynormand est limitrophe de sept autres communes, dont une dans le département de la Dordogne.
| Saint-Sauveur-de-Puynormand | Saint-Seurin-sur-l'Isle | Gours             |
| Petit-Palais-et-Cornemps    | Puynormand              |                   |
| Tayac                       | Francs                  | Minzac (Dordogne) |

### Climat
Pour des articles plus généraux, voir Climat de la Nouvelle-Aquitaine et Climat de la Gironde.
Historiquement, la commune est exposée à un climat océanique aquitain.  
En 2020, Météo-France publie une typologie des climats de la France métropolitaine dans laquelle la commune est exposée à un climat océanique et est dans la région climatique  Aquitaine, Gascogne, caractérisée par une pluviométrie abondante au printemps, modérée en automne, un faible ensoleillement au printemps, un été chaud (19,5 °C), des vents faibles, des brouillards fréquents en automne et en hiver et des orages fréquents en été (15 à 20 jours).
Pour la période 1971-2000, la température annuelle moyenne est de 12,8 °C, avec une amplitude thermique annuelle de 15 °C. Le cumul annuel moyen de précipitations est de 859 mm, avec 11,9 jours de précipitations en janvier et 6,6 jours en juillet. Pour la période 1991-2020, la température moyenne annuelle observée sur la station météorologique la plus proche, située sur la commune de Saint-Émilion à 16 km à vol d'oiseau, est de 13,9 °C et le cumul annuel moyen de précipitations est de 798,1 mm,. Pour l'avenir, les paramètres climatiques de la commune estimés pour 2050 selon différents scénarios d’émission de gaz à effet de serre sont consultables sur un site dédié publié par Météo-France en novembre 2022.

## Urbanisme

### Typologie
Au 1er janvier 2024, Puynormand est catégorisée commune rurale à habitat dispersé, selon la nouvelle grille communale de densité à sept niveaux définie par l'Insee en 2022.
Elle est située hors unité urbaine et hors attraction des villes,.

### Occupation des sols

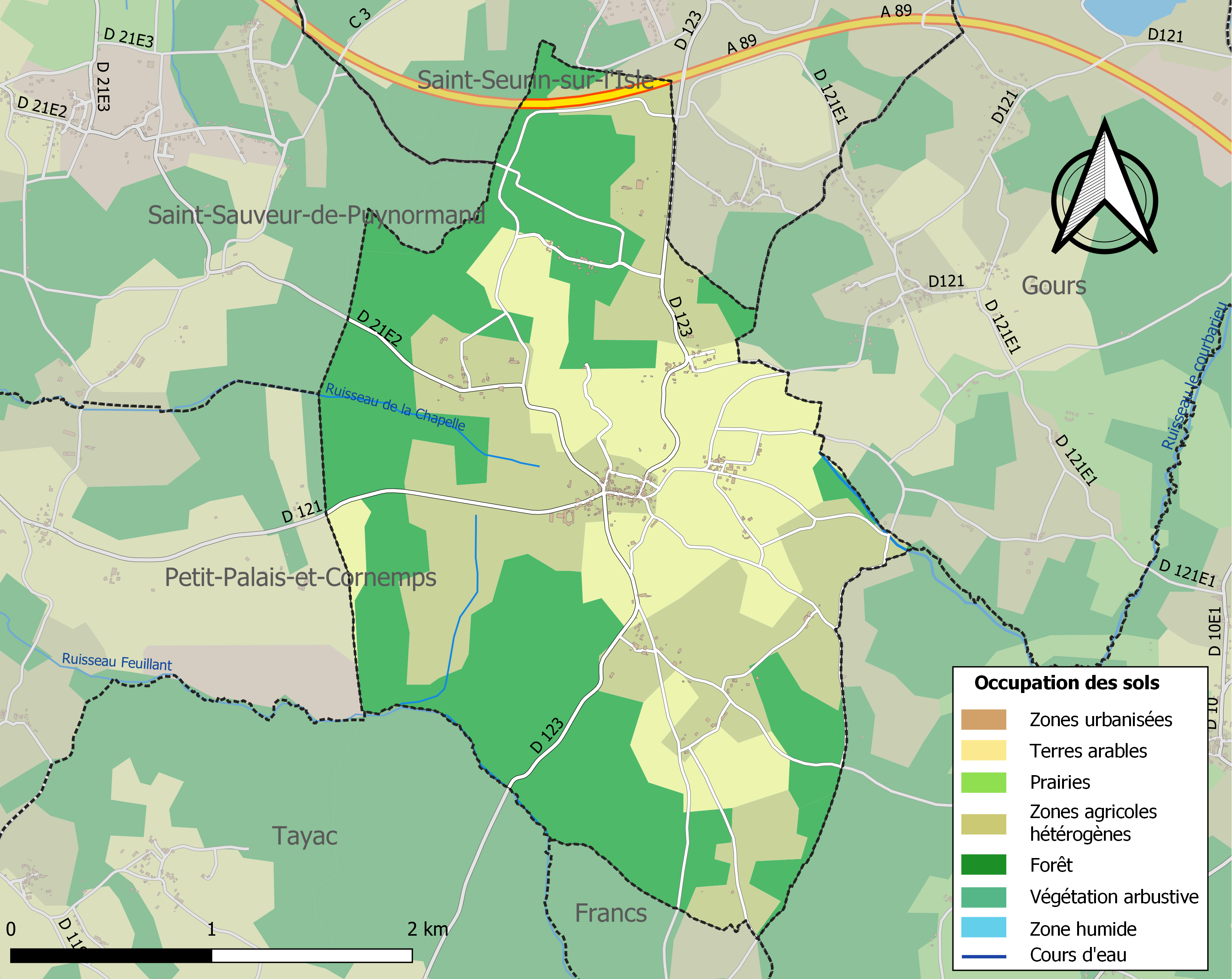
Carte des infrastructures et de l'occupation des sols de la commune en 2018 (CLC).

L'occupation des sols de la commune, telle qu'elle ressort de la base de données européenne d’occupation biophysique des sols Corine Land Cover (CLC), est marquée par l'importance des territoires agricoles (56,9 % en 2018), en diminution par rapport à 1990 (57,7 %). La répartition détaillée en 2018 est la suivante : 
forêts (43 %), zones agricoles hétérogènes (32,8 %), cultures permanentes (24,1 %). L'évolution de l’occupation des sols de la commune et de ses infrastructures peut être observée sur les différentes représentations cartographiques du territoire : la carte de Cassini (XVIIIe siècle), la carte d'état-major (1820-1866) et les cartes ou photos aériennes de l'IGN pour la période actuelle (1950 à aujourd'hui).

### Risques majeurs
Le territoire de la commune de Puynormand est vulnérable à différents aléas naturels : météorologiques (tempête, orage, neige, grand froid, canicule ou sécheresse), inondations, feux de forêts, mouvements de terrains et séisme (sismicité très faible). Un site publié par le BRGM permet d'évaluer simplement et rapidement les risques d'un bien localisé soit par son adresse soit par le numéro de sa parcelle.
La commune a été reconnue en état de catastrophe naturelle au titre des dommages causés par les inondations et coulées de boue survenues en 1982, 1983, 1999 et 2009,.
Puynormand est exposée au risque de feu de forêt. Depuis le 20 avril 2016, les départements de la Gironde, des Landes et de Lot-et-Garonne disposent d’un règlement interdépartemental de protection de la forêt contre les incendies. Ce règlement vise à mieux prévenir les incendies de forêt, à faciliter les interventions des services et à limiter les conséquences, que ce soit par le débroussaillement, la limitation de l’apport du feu ou la réglementation des activités en forêt. Il définit en particulier cinq niveaux de vigilance croissants auxquels sont associés différentes mesures,.
Les mouvements de terrains susceptibles de se produire sur la commune sont des tassements différentiels.

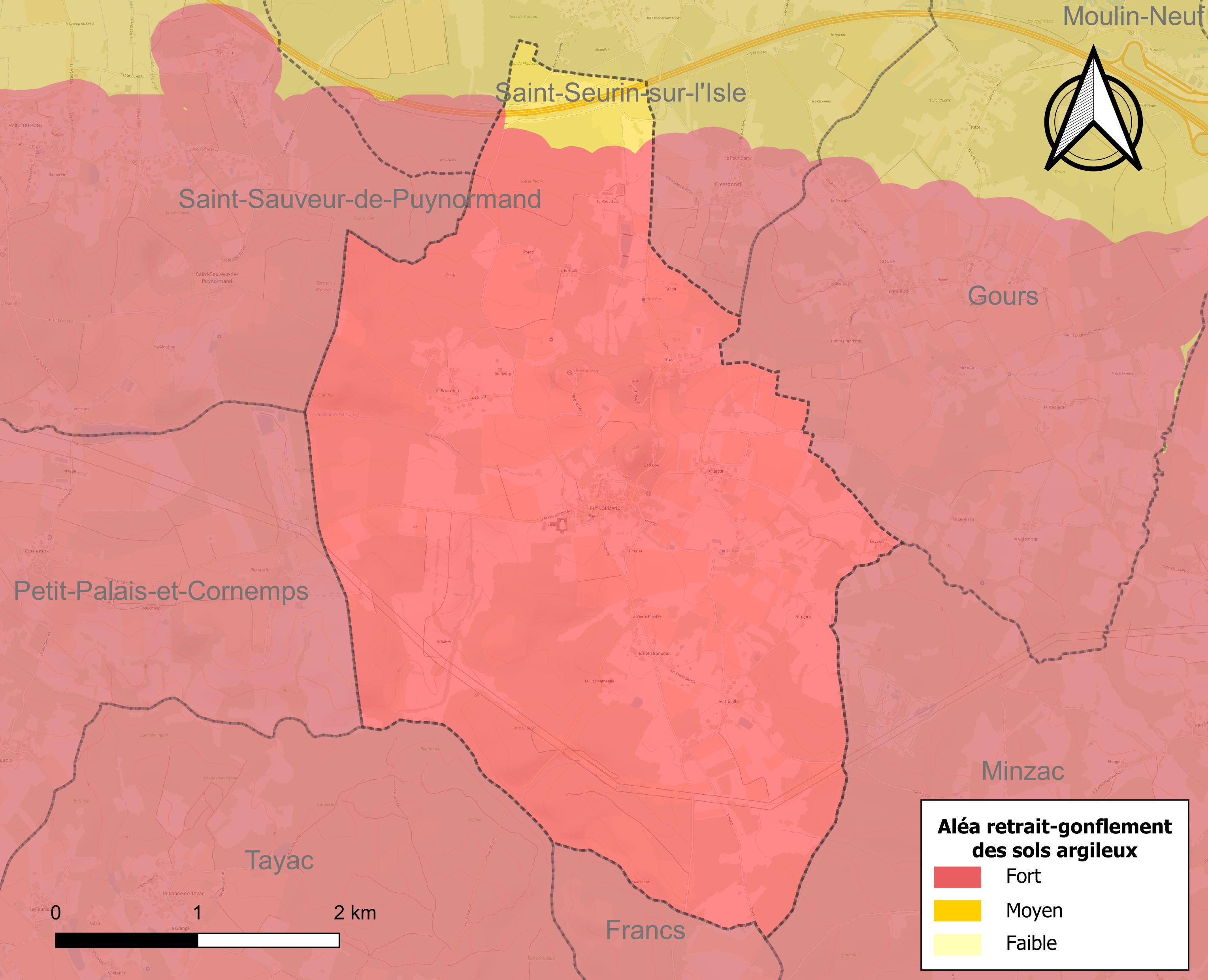
Carte des zones d'aléa retrait-gonflement des sols argileux de Puynormand.

Le retrait-gonflement des sols argileux est susceptible d'engendrer des dommages importants aux bâtiments en cas d’alternance de périodes de sécheresse et de pluie. La totalité de la commune est en aléa moyen ou fort (67,4 % au niveau départemental et 48,5 % au niveau national). Sur les 159 bâtiments dénombrés sur la commune en 2019, 159 sont en aléa moyen ou fort, soit 100 %, à comparer aux 84 % au niveau départemental et 54 % au niveau national. Une cartographie de l'exposition du territoire national au retrait gonflement des sols argileux est disponible sur le site du BRGM,.
Par ailleurs, afin de mieux appréhender le risque d’affaissement de terrain, l'inventaire national des cavités souterraines permet de localiser celles situées sur la commune.
Concernant les mouvements de terrains, la commune a été reconnue en état de catastrophe naturelle au titre des dommages causés par la sécheresse en 1989, 2003, 2009, 2010 et 2012 et par des mouvements de terrain en 1999.

## Histoire
Au IXe siècle, des Normands s'installent au point culminant de la région, c'est-à-dire à Puynormand.
Du XIe siècle jusqu'en 1252, une châtellenie exerçait sur Puynormand, sous la vicomté de Castillon. La châtellenie exerçait ses droits féodaux sur vingt-trois paroisses ou seigneuries jusqu'à sa suppression par le royaume d'Angleterre.
Le 15 mai 1341, le roi d'Angleterre et duc d'Aquitaine Édouard III donne à titre perpétuel la seigneurie de Puynormand et la bastide de Villefranche-de-Lonchat à Bérard Ier de Vayres, cadet de la famille d'Albret, pour le récompenser et parce qu'il lui doit des arriérés de gages et de rentes. 
Contestée entre la vicomté de Castillon et la maison d'Albret, elle finit par dépendre pendant une courte période de la fin du XIVe siècle aux jurats de Libourne.
La baronnie d'Henri IV achète Puynormand au XVIe siècle et revend le territoire en 1602 pour rembourser ses dettes.
À la fin du XVIIIe siècle, comme beaucoup de communes, la commune de Puynormand est créée par décret du 14 décembre 1789 à partir de l'ancienne paroisse de Puynormand, dépendante de l'église Saint-Hilaire.

## Politique et administration
| Période                                  | Période      | Identité           | Étiquette | Qualité                                      |
| ---------------------------------------- | ------------ | ------------------ | --------- | -------------------------------------------- |
| Les données manquantes sont à compléter. |              |                    |           |                                              |
|                                          |              |                    |           |                                              |
| mars 2008                                | mars 2014    | Guy Lafarge        |           |                                              |
| mars 2014                                | mai 2020     | Joël Bayle         |           | Retraité                                     |
| mai 2020                                 | juillet 2024 | Jean-Pierre Arnaud |           |                                              |
| juillet 2024                             | octobre 2024 | Mireille Bernède   |           | Première adjointe faisant fonctions de maire |
| octobre 2024                             | En cours     | Mireille Bernède   |           |                                              |

## Démographie
L'évolution du nombre d'habitants est connue à travers les recensements de la population effectués dans la commune depuis 1793. Pour les communes de moins de 10 000 habitants, une enquête de recensement portant sur toute la population est réalisée tous les cinq ans, les populations de référence des années intermédiaires étant quant à elles estimées par interpolation ou extrapolation. Pour la commune, le premier recensement exhaustif entrant dans le cadre du nouveau dispositif a été réalisé en 2006.

En 2022, la commune comptait 309 habitants, en évolution de +2,32 % par rapport à 2016 (Gironde : +6,91 %, France hors Mayotte : +2,11 %).
| 1793 | 1800 | 1806 | 1821 | 1831 | 1836 | 1841 | 1846 | 1851 |
| ---- | ---- | ---- | ---- | ---- | ---- | ---- | ---- | ---- |
| 402  | 339  | 379  | 374  | 393  | 368  | 383  | 375  | 355  |

| 1856 | 1861 | 1866 | 1872 | 1876 | 1881 | 1886 | 1891 | 1896 |
| ---- | ---- | ---- | ---- | ---- | ---- | ---- | ---- | ---- |
| 345  | 391  | 435  | 391  | 369  | 355  | 316  | 330  | 313  |

| 1901 | 1906 | 1911 | 1921 | 1926 | 1931 | 1936 | 1946 | 1954 |
| ---- | ---- | ---- | ---- | ---- | ---- | ---- | ---- | ---- |
| 351  | 384  | 383  | 359  | 339  | 344  | 280  | 292  | 309  |

| 1962 | 1968 | 1975 | 1982 | 1990 | 1999 | 2006 | 2011 | 2016 |
| ---- | ---- | ---- | ---- | ---- | ---- | ---- | ---- | ---- |
| 285  | 284  | 272  | 228  | 244  | 247  | 299  | 313  | 302  |

| 2021 | 2022 | - | - | - | - | - | - | - |
| ---- | ---- | - | - | - | - | - | - | - |
| 308  | 309  | - | - | - | - | - | - | - |

## Culture locale et patrimoine

### Lieux et monuments
- L'église Saint-Hilaire est inscrit au titre des monuments historique en 1925[29].
- L'intersection du 45e parallèle nord et du méridien de Greenwich se trouve sur le territoire de la commune (voir aussi le Degree Confluence Project).
- La sépulture de Jappeloup, un cheval selle français champion de saut d'obstacles mort en 1991, se situe dans un pré, à Puynormand.

### Héraldique
| Blason de Puynormand | Blason  | D'azur à l'aigle bicéphale de gueules* soutenue d'une montagne de trois pics d'argent mouvant de la pointe ; au chef de gueules chargé d'un léopard d'or.      |
| Blason de Puynormand | Détails | * Il y a là non-respect de la règle de contrariété des couleurs : ces armes sont fautives (gueules sur azur). Le statut officiel du blason reste à déterminer. |